# 木星の環

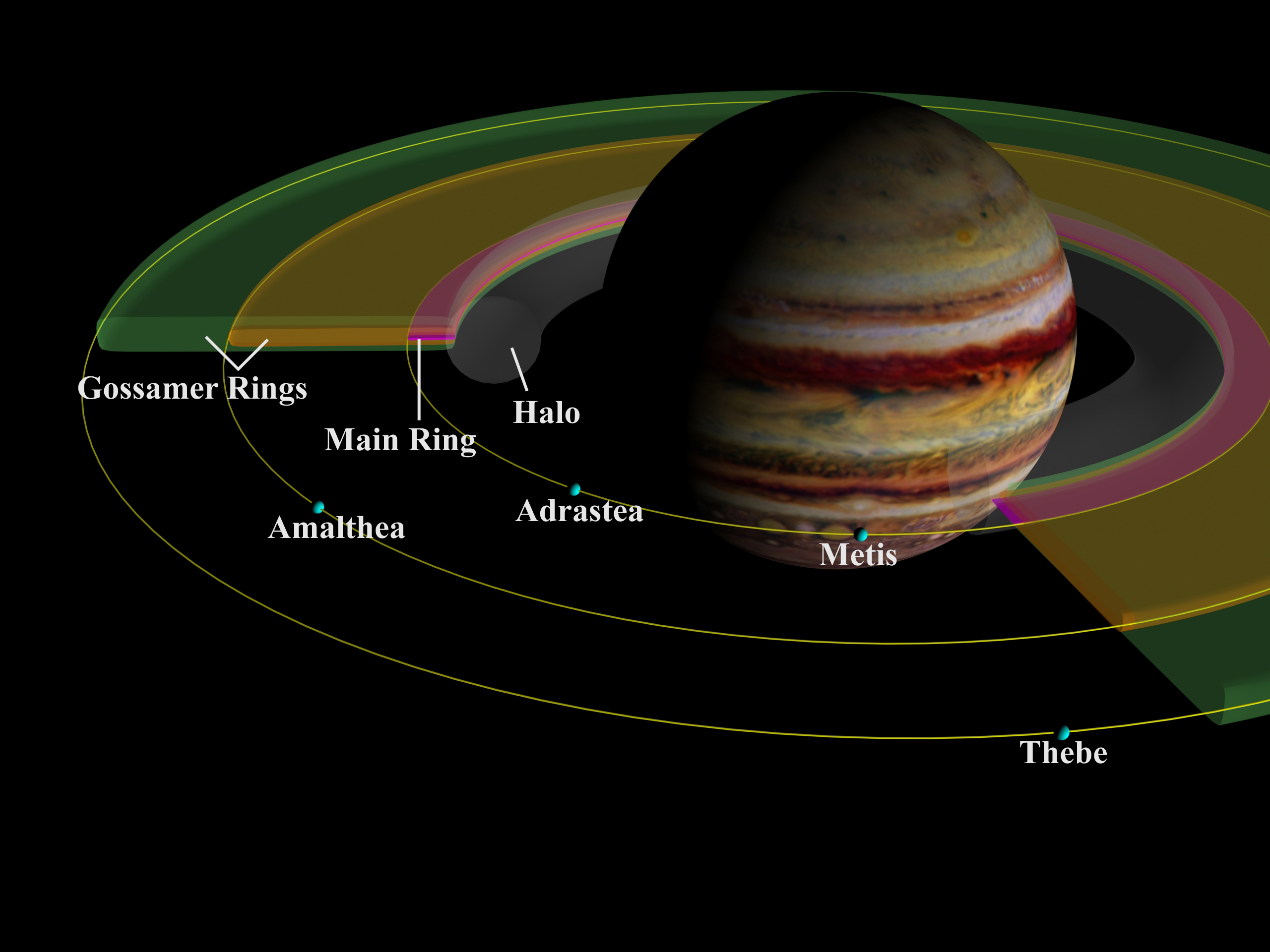
4つの環から構成される木星の環の概観

木星の環（もくせいのわ）は、太陽系において土星の環、天王星の環に続き3番目に発見された惑星の環である。1979年にボイジャー1号によって発見され、1990年代に探査機ガリレオによって詳細に観測された。また、ハッブル宇宙望遠鏡や地球の観測施設からも観測された。地上からの観測には、最大級の望遠鏡が必要である。
木星の環は、希薄で、主に塵の成分でできており、4つの主要な環から構成される。最も内側の"ハロ環"、比較的明るく非常に薄い"主環"、幅広で厚く希薄な外側の2つの"ゴサマー環"であり、ゴサマー環は、それぞれアマルテアとテーベ由来の塵からできており、それぞれの衛星の名前を付けて呼ばれる。
主環とハロ環は、衛星メティスや衛星アドラステアに対して未発見の他天体が高速で衝突した結果放出された塵から構成されている。2007年2月と3月にニュー・ホライズンズによって撮影された高精細度の画像によって、主環の詳細な構造が明らかとなった。
可視光や近赤外線では、環は赤っぽく見えるが、ハロ環だけは青っぽく見える。環の粒子の大きさは様々であるが、ハロ環以外の横断面の部分は、最も大きい約15µmの非球形の粒子で構成される。ハロ環は、恐らく1µm以下の粒子がほとんどである。環全体 の質量はほとんど不明であるが、恐らく、1011から1016kgの範囲にあると考えられる。環の年齢も不明であるが、木星自体の形成よりも前から存在していた可能性もある。
ヒマリアの軌道上にも環が存在する可能性がある。ディアが本当にヒマリアに衝突していたら、形成されているはずである。

## 構造
既知の木星の環の主要な性質等は、以下の表のとおりである。
| 名前                   | 半径 (km)     | 幅 (km) | 厚さ (km) | 光学的深さ[c] | 塵の割合 (in τ) | 質量, kg                            | 備考               |
| ---------------------- | ------------- | ------- | --------- | ------------- | --------------- | ----------------------------------- | ------------------ |
| ハロ環                 | 92000–122500  | 30500   | 12500     | ~1 × 10−6     | 100%            | -                                   |                    |
| 主環                   | 122500–129000 | 6500    | 30–300    | 5.9 × 10−6    | ~25%            | 107–109 (塵) 1011–1016 (大きな粒子) | アドラステアが境界 |
| アマルテア・ゴサマー環 | 129000–182000 | 53000   | 2000      | ~1 × 10−7     | 100%            | 107–109                             | アマルテアと接続   |
| テーベ・ゴサマー環     | 129000–226000 | 97000   | 8400      | ~3 × 10−8     | 100%            | 107–109                             | テーベと接続       |

## 主環

### 外観と構造

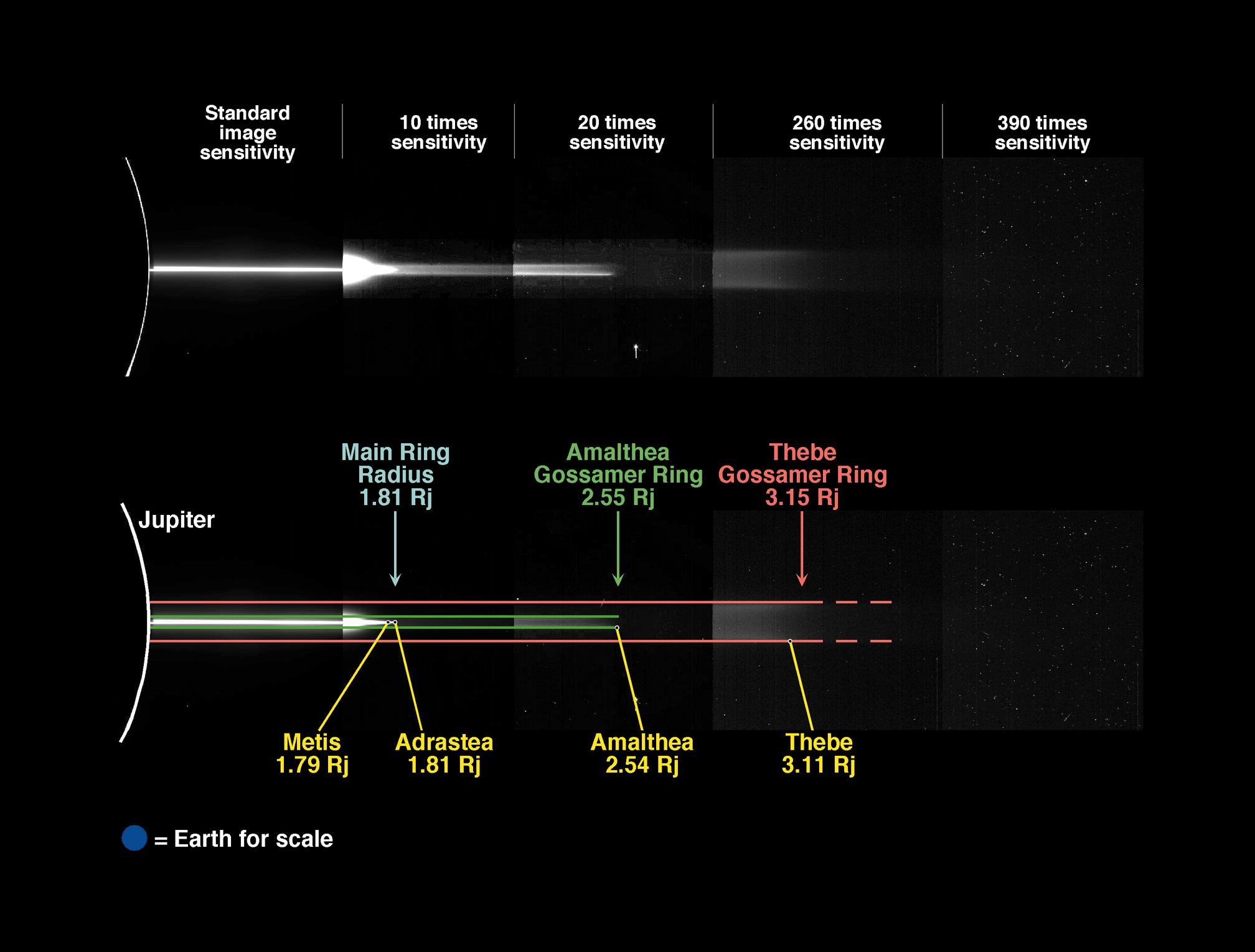
環と衛星の位置を示した概略図

幅が狭く比較的厚みが薄い主環は、木星の環の中で最も明るい。その外端は、木星の中心から約12万9,000 km（木星半径の1.806倍）に位置し、衛星アドラステアの軌道と一致する。内端は、木星の中心から約12万2,500 km（木星半径の1.72倍）で、衛星は存在しない。
主環の幅は約6,500kmで、見え方は角度によって違う。前方散乱光の下では、主環の明るさは、アドラステアの軌道のすぐ内側、12万8,600kmで急激に低下し始め、アドラステアの軌道のすぐ外側、12万9,300kmで背景と同じレベルになる。そのため、アドラステアは、明確な羊飼い衛星となっている。明るさは、木星の方に向かって増し、環の幅の真ん中あたり、12万6,000kmの地点で最大となるが、メティスの軌道に当たる12万8,000kmの付近に明確な空隙がある。対照的に、主環の内側の境界は、12万4,000kmから12万kmにかけて徐々に暗くなり、ハロ環に繋がる。前方散乱光の下では、全ての木星の環が明るく見える。

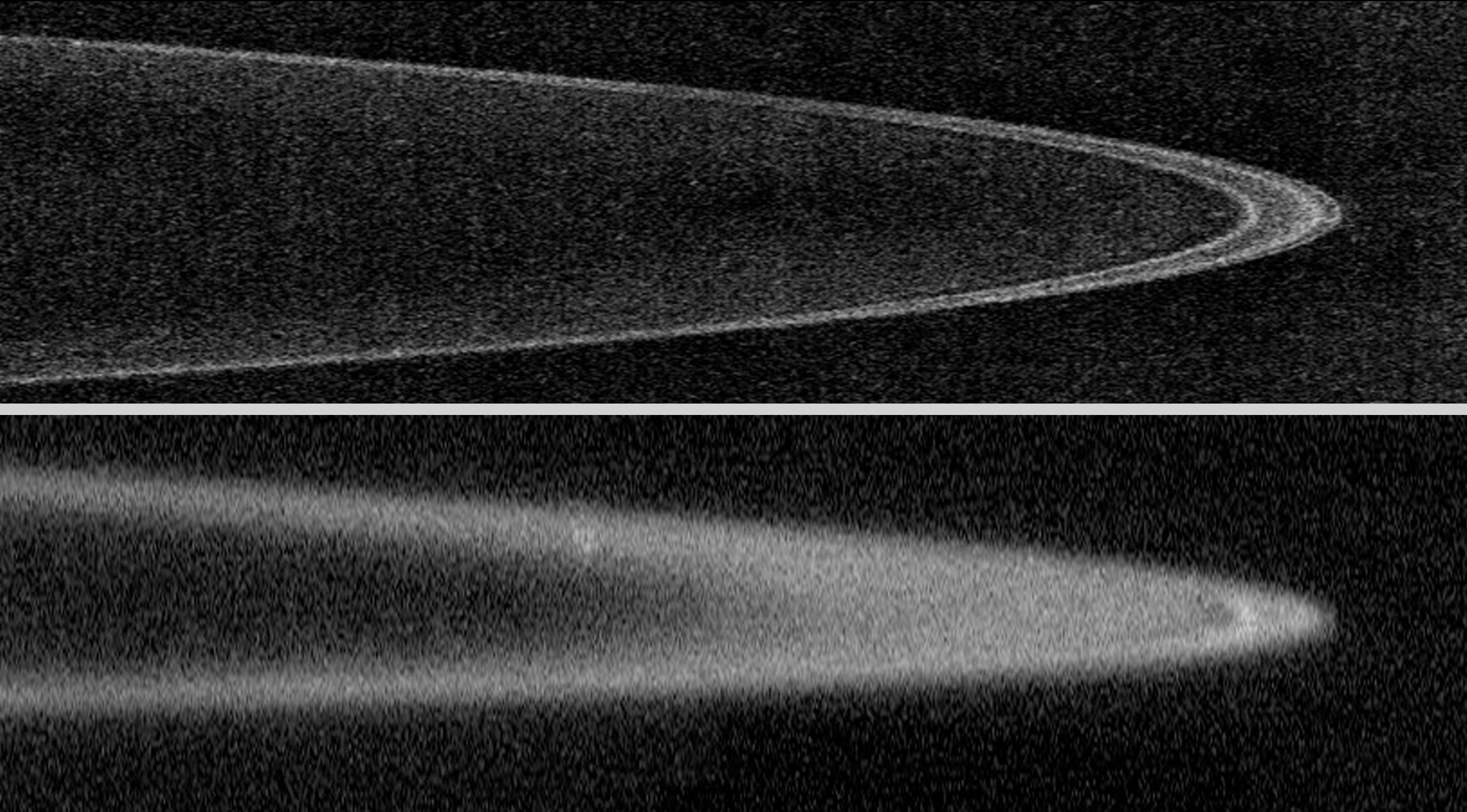
上図は、ニュー・ホライズンズが後方散乱光で撮影した主環の画像。外側部に詳細構造が見える。下図は、前方散乱光で撮影した主環の画像で、メティスの軌道による隙間以外には構造は見えない。

一方、後方散乱光の下では、状況が異なる。約12万9,100 km、アドラステアの軌道のすぐ外側に位置する主環の外側の境界は、非常にはっきりしている。衛星の軌道は環の空隙となっており、その軌道の外側にリングレットを作っている。約12万8,500kmアドラステアの軌道のすぐ内側にもリングレットがあり、中央の空隙の内側、メティスの軌道の外側に3つ目のリングレットがある。メティスの軌道の内側は、前方散乱光の場合よりも環の明るさは大幅に低下する。そのため、後方散乱側から見ると、主環は2つの部分から成り立っているように見える。12万8,000kmから12万9,000kmまで広がる外側は狭く、3つのリングレットを含む。12万5,000kmから12万8,000kmまで広がる外側は希薄で、前方散乱で見えるような構造を欠く。メティスの軌道がそれらの境目になっている。主環の詳細な構造は、ガリレオからのデータによって得られ、後方散乱光の画像は2007年2月から3月のニュー・ホライズンズの観測から得られた。ハッブル宇宙望遠鏡 やケック天文台、カッシーニ等による以前の観測では、恐らく解像度が低いせいで、これらを見つけることができなかった。しかし、2002年から2003年に、ケック天文台でも補償光学の技術を用いることで詳細な構造を得ることができた。
後方散乱光での観測では、主環は、剃刀の刃のように薄く、垂直方向には30kmもないように見える。側方散乱光では、その厚さは80kmから160kmで、いくらか木星の方へ広がっている。前方散乱光では最も厚く見え、約300kmになる。ガリレオの成果の1つは、主環に膨らみの部分があることを発見したことである。希薄で、約600kmと比較的厚い物質の雲が、内側の部分を取り巻いている。この膨らみは、主環の内側の境界に向けて厚みを増し、ハロ環に繋がる。
ガリレオの画像の詳細な分析により、見る方角に無関係な縦方向の明るさの変化が明らかとなった。また、500kmから1,000km程度のいくつかの斑点が発見された。
2007年2月から3月、ニュー・ホライズンズは主環の内側で新たに衛星を発見するための詳細な観測を行った。0.5kmを超える大きさの衛星は発見されなかったが、ニュー・ホライズンズのカメラは、環を構成する粒子が塊状になっているものを7つ発見した。それらは、アドラステアのすぐ内側の軌道で密度の濃いリングレットを回っていたが、その形状から、これらは小さな衛星ではなく、単なる塊であると結論付けられた。これらは、環に沿って、1,000kmから3,000kmに相当する0.1°から0.3°の範囲に存在する。この塊は、2つと5つの2グループに分類される。その性質は明らかになっていないが、メティスとの115:116及び114:115の共鳴軌道に近い軌道上にある。この共鳴のため、波のような構造をしている可能性がある。

### スペクトルと粒子の大きさの分布

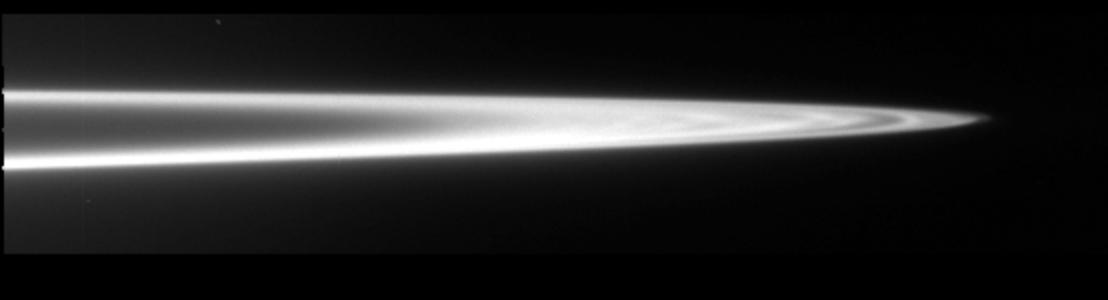
ガリレオによって前方散乱で撮影された主環の画像。メティスの軌道による隙間が明確に見える。

ハッブル宇宙望遠鏡、ケック天文台、ガリレオ、カッシーニ らによって集められた主環のスペクトルにより、環を構成する粒子は赤みがかっており、即ちそのアルベドは長い波長で高くなることが示された。スペクトルの波長は0.5から2.5µmである。特定の化学物質に由来するスペクトルは見つかっていないが、カッシーニの観測により、0.8µmと2.2µmに吸収帯が存在する証拠が得られている。主環のスペクトルは、アドラステア とアマルテア のスペクトルと非常に類似している。
主環の性質は、0.1から10µmの径の塵が大量に含まれていると仮定すると説明可能である。これで、後方散乱と比べて前方散乱がより強いという性質が説明できる。しかし、後方散乱の強さや明るい主環の外側部分の詳細構造を説明するためには、大きな天体の存在が必要となる。
得られているデータやスペクトルを分析すると、主環を構成する粒子の大きさの分布は、冪乗則に従うという結論が導かれる。
ここで、n(r)drは、半径rとr+drの間に含まれる粒子の数であり、{\displaystyle A}は、環からの既知の光の合計流束に合うように選んだ正規化パラメータである。パラメータqは、r < 15 ± 0.3 µmの粒子に対して2.0 ± 0.2、r > 15 ± 0.3 µmの粒子に対してq = 5 ± 1である。mmからkmレベルの大きな天体の分布は、正確には決定できない。このモデルにおける光散乱は、径が約15µmの粒子によって支配される。
上記の冪乗則により、主環の光学的深さ{\displaystyle \scriptstyle \tau }の推定が可能となり、大きな天体に対しては τl = 4.7 × 10−6、塵に対しては τs = 1.3 × 10−6 と計算される。この値は、環の中の全ての粒子の横断面積は、約5,000 km2であることを示している。主環の中の粒子は、非球形をしていると予測される。塵の総質量は、107から109kg、メティスとアドラステアを除く大きな天体の総質量は、1011から1016kgと推定される。これは、粒子の最大径に依存し、最大値は、最大の直径が約1kmの時である。これらに対して、アドラステアの質量は約2×1015kg、アマルテアの質量は2×1018kg、地球の月の質量は7.4×1022kgである。
主環を構成する粒子が2種類の径のグループに分類できることは、見る方向による見え方の違いを説明し得る。塵は光を前方に散乱する傾向があり、アドラステアの軌道の外側に比較的厚い均質な環を形成するのに対し、大きな粒子は光を後方に散乱する傾向があり、メティスとアドラステアの間の内側の領域を形成する。

### 起源と年齢

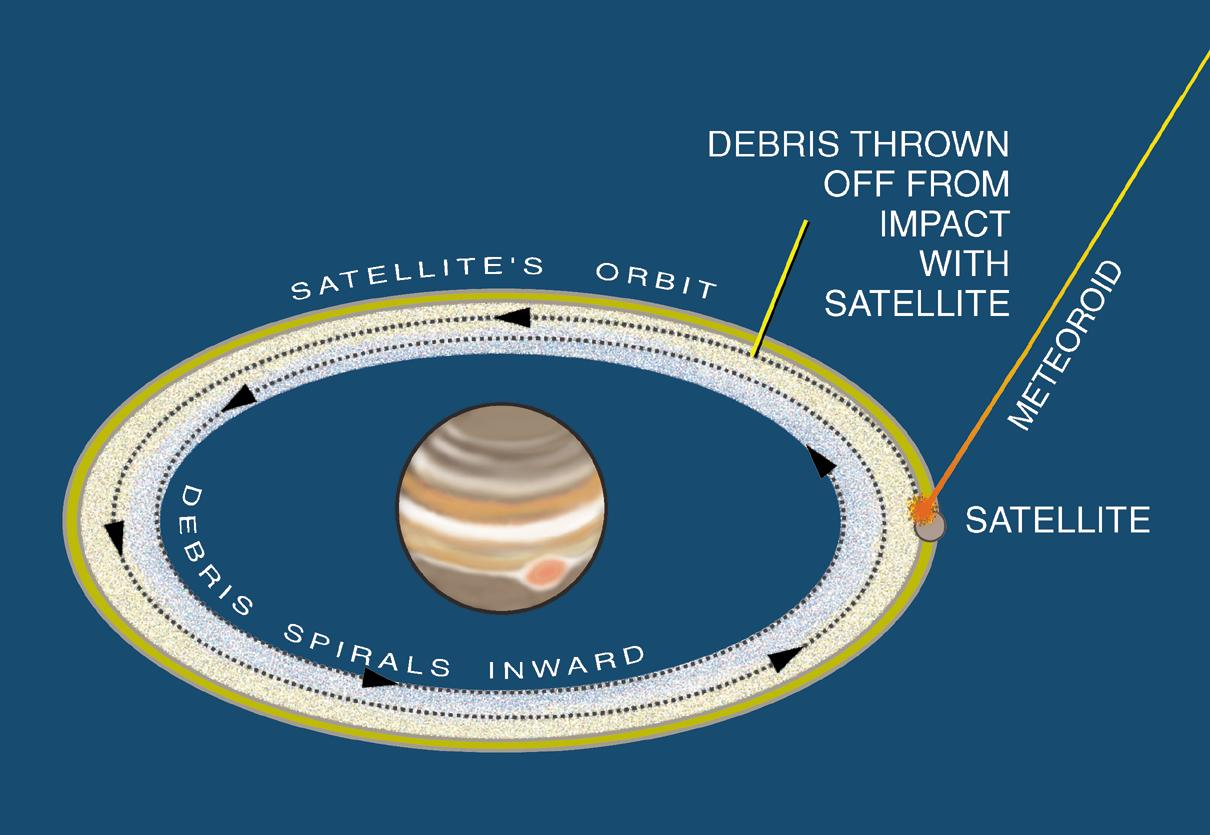
木星の環の形成

塵は、ポインティング・ロバートソン効果と木星の磁気圏からの電磁力によって常に主環から取り除かれる。氷等の揮発性物質は、すぐに蒸発する。主環の中の塵の寿命は、100年から1,000年であるため、1cmから0.5cm程度の粒子同士の衝突 や木星系外から来る天体との衝突によって、塵が継続的に供給されている必要がある。このような塵の親天体は、主環の外側の幅約1,000kmの明るい部分に集まっており、メティスやアドラステアも含まれている。最大の親天体は、0.5km以下の大きさである。この上限値は、ニュー・ホライズンズの観測によっている。ハッブル宇宙望遠鏡 やカッシーニ によって得られたそれまでの上限値は、約4kmであった。衝突によって生み出された塵は、親天体とほぼ同じ軌道要素を持つが、徐々に螺旋を描くように木星の方向に近づいて行き、主環の最も内側部分及びハロ環にまで達する。主環の年齢は、現在は不明であるが、木星近傍の小天体の最後の残骸が集まっている可能性もある。

### 垂直方向のひだ
ガリレオとニュー・ホライズンズからの画像により、主環に2列の渦巻状の垂直方向のひだがあることが確認された。これらのひだは、木星の重力場を考慮した微分計算によって予測される速度で時間が経つごとにさらに細かくなっている。過去に外挿すると、2列のひだが最も明るかったのは、1995年、シューメーカー・レヴィ第9彗星が木星に衝突した頃で、1990年代前半には、いくつかの小さなひだがあった。1996年11月のガリレオの観測で、ひだの波長は、1920 ± 150 km と 630 ± 20 km、垂直の高さは 2.4 ± 0.7 km と 0.6 ± 0.2 km とそれぞれ測定された。大きい方のひだの形成は、総質量が2–5×1012 kgの彗星から放出された粒子の雲が環に衝突し、環が赤道面から2km歪んだと仮定すると説明することができる。経時的に細かくなる似たような螺旋状のひだは、カッシーニによって、土星のC環とD環でも発見されている。

## ハロ環

### 外観と構造

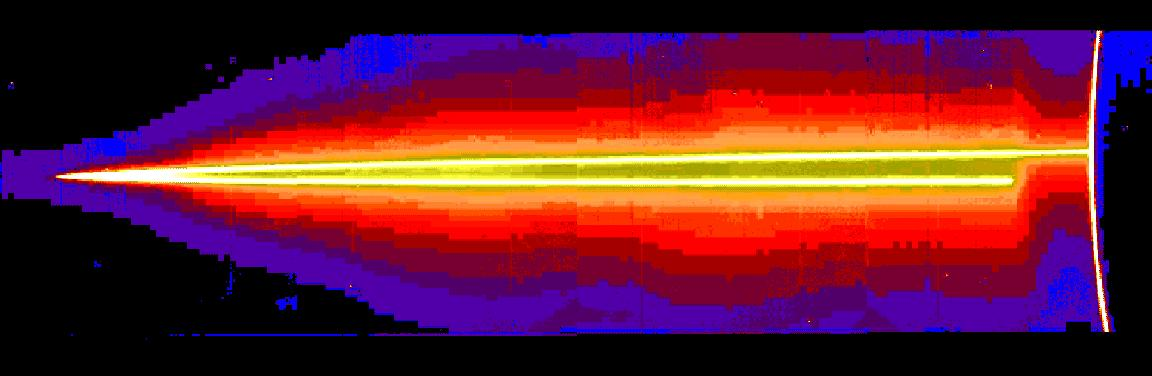
ガリレオによって前方散乱で撮られたハロ環の彩色画像

ハロ環は、最も内側にあり厚みも最も厚い。外端は、半径約12万2,500 km（1.72木星半径）で、主環の内側の境界と接している。この地点から木星側に向かって、環は急速に厚みを増す。ハロの正確な厚さは良く分かっていないが、環を構成する物質が、環の平面から垂直方向に1万km離れた場所でも見つかっている。ハロ環の内側の境界は比較的急激で、おおよそ半径1万km（1.4木星半径）のところであるが、さらに内側、約9万2,000kmのところまでいくらかの物質が存在する。そのため、ハロ環の幅は約3万kmとなる。その形は、内側の構造が不明瞭な厚いトーラスと似ている。主環とは対照的に、ハロ環の外見は、見る角度にほとんど依存しない。
ハロ環は、前方散乱で見た時に最も明るく、広範に渡ってガリレオで撮影された。表面の明るさは主環より小さいが、厚みが大きいため、垂直方向への光子の流束は、同程度である。垂直方向の厚さは2万km以上とする説もあるが、ハロの明るさは環平面に向かって強くなり、冪乗則に従って z−0.6 から z−1.5 に低下する。ここで、zは、環平面からの高度である。ケック天文台 やハッブル宇宙望遠鏡 で観測された後方散乱光の下でのハロの外観も同じように見える。しかし、合計の光子の流束は、主環の何分の1かであり、前方散乱で見るよりも環平面への明るさの集中が強い。
ハロ環のスペクトルの性質は、主環とは異なる。流束の分布は、0.5–2.5 µm であり、主環よりも均質である。ハロ環は赤みがかっておらず、むしろ青っぽく見える。

### ハロ環の起源
ハロ環の光学的な性質は、ハロ環が15µm以下の粒子のみで構成されていると仮定すると説明できる。環平面から遠く離れたハロ環の一部は、µm以下の塵でできている可能性もある。この塵に富んだ組成は、前方散乱の方が強いこと、青っぽく見えること、構造が見られないこと等を説明し得る。ハロの光学的深さ τs ∼ 10−6 で、主環の塵の値と同程度あることから、この塵は、主環の塵が由来となっている可能性がある。ハロの厚さが大きいことで、木星の磁気圏からの電磁力を受け、塵粒子の軌道傾斜角や軌道離心率が大きくなる。ハロ環の外端は、3:2の強いローレンツ共鳴の場所にある。ポインティング・ロバートソン効果で 粒子がゆっくりと木星の方向に引っ張られることによって、その軌道傾斜角はさらに大きくなる。主環の膨らみは、ハロ環の始まりであるかもしれない。ハロ環の内側の境界は最も強い2:1のローレンツ共鳴の内側にはいかない。この共鳴効果によって、励起が非常に大きくなり、粒子は木星の大気圏に落下し、内側の明瞭な境界を形成する。ハロ環の粒子が主環に由来するとすれば、両者の年齢は同じになる。

## ゴサマー環

### アマルテア・ゴサマー環

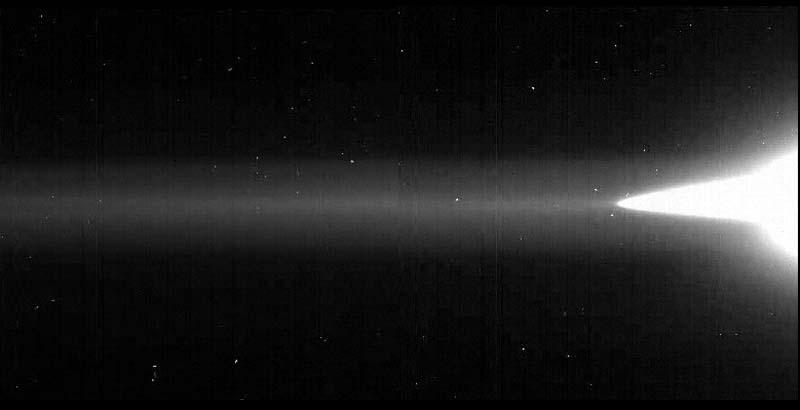
ガリレオによって前方散乱で撮られたゴサマー環の画像

アマルテア・ゴサマー環は非常に希薄な構造で、半径約18万2,000 km（2.54木星半径）のアマルテアの軌道から半径約12万9,000 km（1.80木星半径）までを占める。より明るいハロ環と主環があるため、内側の境界は明瞭ではない。環の厚さは約2,300kmで、おおよそアマルテアの軌道近くから木星の方向に向かって緩やかに減少している。アマルテア・ゴサマー環は、上端と下端の付近で最も明るく、また木星の方向に向かうに従って明るくなっていく。環の外端は比較的明瞭であり、環の明るさがアマルテアの軌道のすぐ内側で急に落ちるが、衛星の軌道を若干超え、テーベとの4:3の共鳴軌道にまで達する。前方散乱では、環の明るさは主環の約30分の1である。後方散乱では、ケック天文台 とハッブル宇宙望遠鏡の掃天観測用高性能カメラ でしか捉えられていない。後方散乱の画像からは、環のさらなる構造が観測され、明るさのピークはアマルテアの軌道のすぐ内側、環の上端と下端にあることが分かる。
2002年から2003年、ガリレオはゴサマー環を2度通過した。その際、探査機のダストカウンターは、0.2–5 µm の大きさの粒子を検出した。さらにスタースキャナーは、アマルテアの近くに1km以下の小さな天体を検出した。これらは、衛星に衝突した塵が集まってできたものかもしれない。
ゴサマー環の地上からの観測やガリレオの写真、直接の塵の測定によって、塵の大きさの分布は主環の塵の大きさを表す冪乗則と同じ式で、q = 2 ± 0.5 となることが分かった。この環の光学的深さは約 10−7 で、主環よりも小さいが、塵の質量は 1017–1019 kg と同程度である。

### テーベ・ゴサマー環
テーベ・ゴサマー環は、木星の環で最も希薄である。テーベの軌道である半径22万6,000 km（3.11木星半径）から12万9,000 km（1.80木星半径）まで広がる。より明るい主環とハロ環があるため、内側の境界は不明瞭である。この環の厚さは、テーベの軌道付近で約8,400kmであり、木星に近づくに従って緩やかに減少する。アマルテア・ゴサマー環と同様に、テーベ・ゴサマー環は、上端と下端の付近で最も明るく、また木星の方向に向かうに従って明るくなっていく。また、外側の境界はそれほど明瞭ではなく、1万5,000km以上に広がっている。テーベの軌道を超えるとほとんど見えないが、28万km（3.75木星半径）まで広がっており、Thebe Extensionと呼ばれている。前方散乱では、テーベ・ゴサマー環は、アマルテア・ゴサマー環の3分の1程度の明るさに見える。後方散乱は、ケック天文台でしか捉えられていないが、テーベの軌道のすぐ内側に明るさのピークが見える。2002年から2003年、ガリレオのダストカウンターは、アマルテア・ゴサマー環と同じ 0.2–5 µm の大きさの粒子を検出し、この結果は、画像からも確認された。
テーベ・ゴサマー環の光学的深さは、約 3 × 10−8で、アマルテア・ゴサマー環の3分の1程度であるが、塵の合計質量はほぼ同じ 107–109 kg である。しかし、粒子径の分布はアマルテア・ゴサマー環よりいくらか小さく、冪乗則の q の値は、q < 2である。Thebe Extension の q の値は、もっと小さいかもしれない。

### ゴサマー環の起源
ゴサマー環の塵は、本質的に主環やハロ環と同じ起源であり、その源は、それぞれ木星の衛星アマルテアとテーベである。木星系から来た天体の高速の衝突で、その表面から塵の粒子が放出される。これらの粒子は、当初は衛星と同じ軌道に留まっているが、ポインティング・ロバートソン効果により、徐々に螺旋状に内側に向って遷移する。ゴサマー環の厚さは、衛星の軌道傾斜角に起因する垂直方向への偏位運動によって決まった。この仮説は、環の断面積や木星に向かって厚さが減少すること、環の上下端が明るいこと等、観測されるほとんど全ての性質を自然に説明する。
しかし、Thebe Extensionの存在や後方散乱で見える構造等、いくつかの性質は説明がついていない。Thebe Extensionの1つの可能な説明は、木星の重力圏の電磁力の影響である。塵が木星の後の影に入ると、すぐにその電荷を失う。小さな塵の粒子は、部分的に惑星の自転と同期しているため、影を通る間は、外側に向かって移動し、テーベ・ゴサマー環の外側に広がるというものである。同じ作用で、アマルテアとテーベの軌道の間で、粒子径の分布や環の明るさが小さいことも説明できる。
アマルテアの軌道のすぐ内側にある明るさのピークやアマルテア・ゴサマー環の垂直方向の非対称性は、衛星のラグランジュ点 に粒子が捕捉されることによる。テーベ・ゴサマー環でも同様である。この発見は、ゴサマー環内の粒子の運動が2種類に分けられることを示唆している。1つは、上記のように木星に向かってゆっくりと漂うもので、もう1つは、衛星との1:1の軌道付近に留まるものである。

## ヒマリアの環

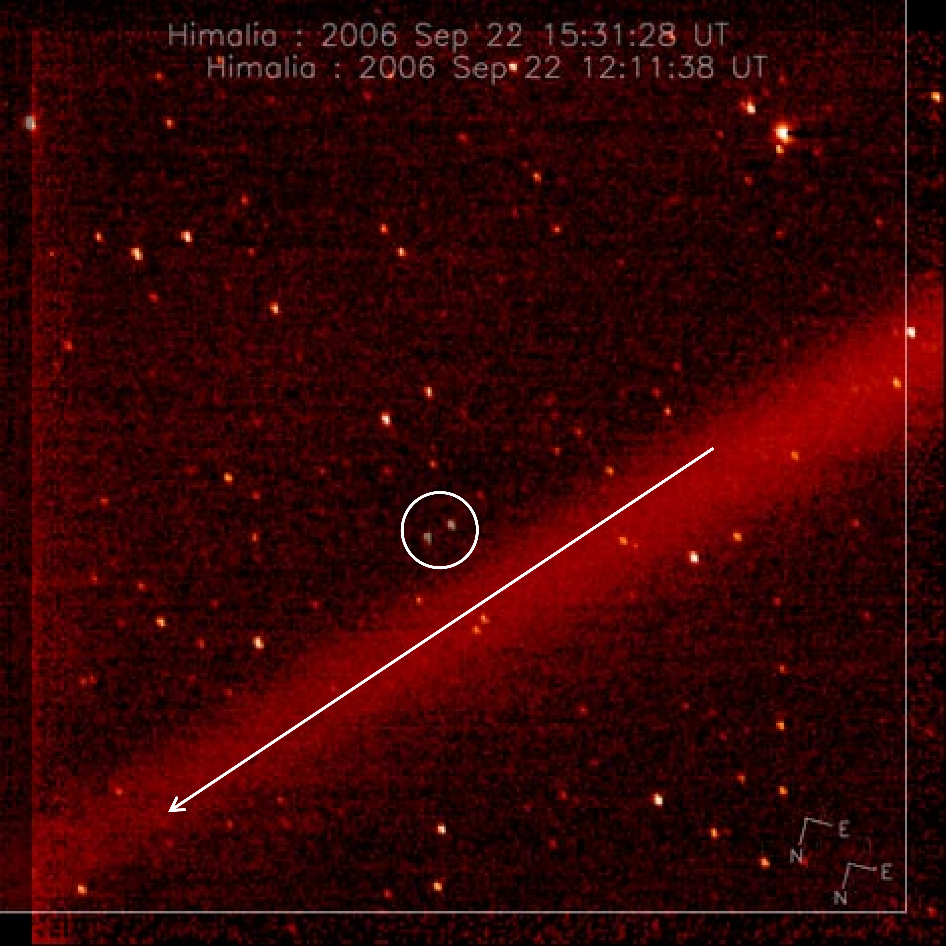
ニュー・ホライズンズが撮影したヒマリアの環らしきもの

直径4kmの小さな衛星ディアが、2000年の発見の後、見失われた。1つの説は、直径170kmのより大きな衛星ヒマリアに衝突し、希薄な環を形成したというものである。この環は、ニュー・ホライズンズによる画像で、ヒマリア近くの希薄な筋として検出された。これは、木星の周りでは、時々、衝突によって小さな衛星が無くなったりできたりすることを示唆している。

## 探索
木星の環の存在は、1975年のパイオニア11号によるヴァン・アレン帯の観測結果から推測されたものである。1979年にボイジャー1号は、露光過度の木星の環の写真を1枚撮影した。同じ年、ボイジャー2号によってさらに広範囲の写真が撮影され、環の構造がおおよそ判明した。1995年から2003年にかけて、ガリレオによってさらに精細な写真が撮影され、木星の環に関する知見が大幅に向上した。1997年と2002年には、地上のケック天文台から、1999年にはハッブル宇宙望遠鏡で観測され、後方散乱光の下での豊富な構造が明らかとなった。2007年2月から3月には、ニュー・ホライズンズから写真が伝送され、主環の精細な構造が初めて明らかとなった。2000年、土星に向かう途中のカッシーニも木星の環を広範囲に観測した。木星の環を観測する将来のミッションによって、環についての更なる情報が得られると期待されている。